# Tord Henriksson
Tord Erik Stefan Henriksson (né le 13 avril 1965 à Karlstad) est un athlète suédois, spécialiste du triple saut.

## Biographie
Il remporte la médaille de bronze lors des Championnats d'Europe en salle 1990, à Glasgow, s'inclinant face aux Soviétiques Ihar Lapchyne et Oleg Sakirkin. Il se classe troisième des Championnats du monde en salle 1991, derrière Ihar Lapchyne et Leonid Voloshin.
Son record personnel au triple saut, établi le 4 juillet 1993 à Bad Cannstatt, est de 17,21 m.

### Palmarès
| Date | Compétition                    | Lieu      | Résultat | Épreuve     | Marque  |
| ---- | ------------------------------ | --------- | -------- | ----------- | ------- |
| 1989 | Universiade                    | Duisbourg | 2e       | Triple saut |         |
| 1990 | Championnats d'Europe en salle | Glasgow   | 3e       | Triple saut |         |
| 1991 | Championnats du monde en salle | Séville   | 3e       | Triple saut |         |
| 1991 | Championnats du monde          | Tokyo     | 5e       | Triple saut | 17,12 m |
| 1995 | Championnats du monde          | Göteborg  | 9e       | Triple saut | 16,92 m |

### Records
| Épreuve     | Épreuve   | Performance | Lieu          | Date           |
| ----------- | --------- | ----------- | ------------- | -------------- |
| Triple saut | Plein air | 17,21 m     | Bad Cannstatt | 4 juillet 1993 |
| Triple saut | Salle     |             |               |                |